# Cesar
Cesar är ett av Colombias departement och är beläget i den norra delen av landet, gränsande bland annat till Venezuela i öster. Departementet räknas till landets karibiska område trots att det inte har någon kust mot Karibiska havet. Administrativ huvudort och största stad är Valledupar.

## Kommuner i Cesar
1. Aguachica
2. Agustín Codazzi
3. Astrea
4. Becerril
5. Bosconia
6. Chimichagua
7. Chiriguaná
8. Curumaní
9. El Copey
10. El Paso
11. Gamarra
12. González
13. La Gloria
14. La Jagua de Ibirico
15. La Paz Robles
16. Manaure
17. Pailitas
18. Pelaya
19. Pueblo Bello
20. Río de Oro
21. San Alberto
22. San Diego
23. San Martín
24. Tamalameque
25. Valledupar